# Academia de Ciencias de Afganistán
La Academia de Ciencias de Afganistán (ASA) es la agencia gubernamental oficial de Afganistán que regula las lenguas pashto y dari de Afganistán. También trabaja con las agencias gubernamentales oficiales de Tayikistán y de Irán para regular la literatura. La entidad de 180 personas se divide en tres grupos principales: humanidades, ciencias naturales y estudios islámicos.
Durante la guerra civil muchos institutos de investigación fueron destruidos. El edificio de la ACA carece de una infraestructura adecuada, laboratorios, bibliotecas e instrumentos profesionales.